# Fisica classica

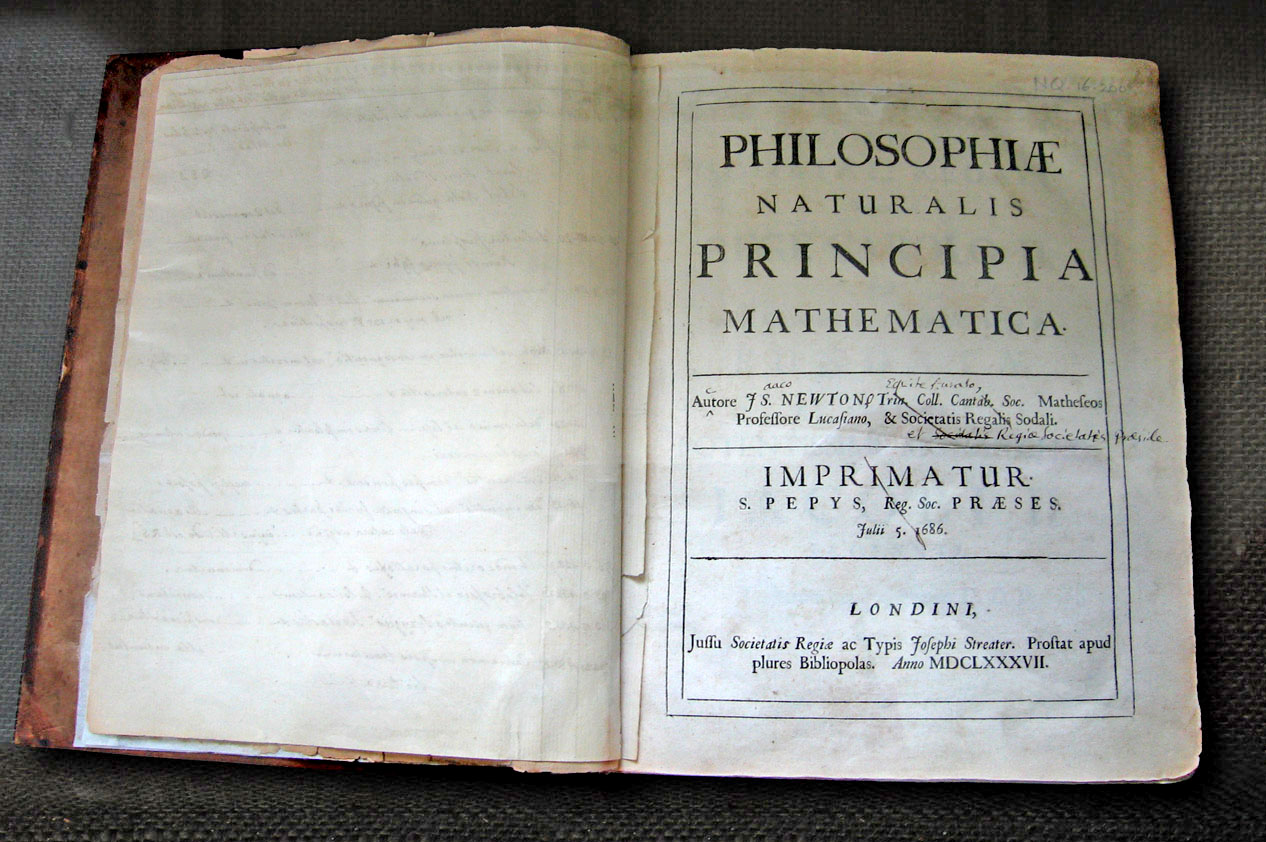
Copia personale di Isaac Newton della prima edizione del suo testo Philosophiæ Naturalis Principia Mathematica, caposaldo degli esordi della fisica classica.

Nella storia della fisica con il nome di fisica classica si raggruppano tutti gli ambiti e i modelli della fisica che non considerano i fenomeni descritti nel macrocosmo dalla relatività generale e nel microcosmo dalla meccanica quantistica, teorie che definiscono invece la cosiddetta fisica moderna.
Per tale motivo è possibile classificare come fisica classica tutte le teorie formulate prima del XX secolo, all'iniziare del quale apparvero i primi lavori di Max Planck basati sull'ipotesi dei quanti. Alcune teorie successive, come la relatività ristretta, possono essere considerate classiche o moderne. Sono quindi comprese nella fisica classica le teorie sulla meccanica, inclusa l'acustica, sulla termodinamica, sull'elettromagnetismo, inclusa l'ottica, e la gravità newtoniana.
Nel XVII secolo fu sviluppato il metodo scientifico e si aprì una fase di indagine approfondita della natura condotta da celebri scienziati come Galileo Galilei, Isaac Newton e Gottfried Wilhelm von Leibniz. Gli studi si concentrarono sul moto dei corpi e le sue cause, con particolare riguardo verso la meccanica celeste, segnata dal confronto fra la teoria geocentrica e quella eliocentrica. L'attenzione della fisica nei due secoli successivi si estese all'elettrostatica e al magnetismo, alla termodinamica e infine all'elettrodinamica.
L'elettrodinamica classica rappresentò la prima unificazione di teorie che descrivono fenomeni differenti, come l'elettricità, il magnetismo e la luce, in un'unica sintesi matematica formulata da James Clerk Maxwell. Fu tuttavia proprio grazie allo studio delle equazioni di Maxwell che la fisica classica entrò in crisi. Alcuni fenomeni fisici che occorrono a scala microscopica e macroscopica come lo studio della forma dello spettro di corpo nero, il fallimento della teoria dell'etere luminifero e la scoperta di fenomeni come l'effetto fotoelettrico, il moto browniano, il modello dell'atomo di idrogeno, la diffrazione di Bragg, la non invarianza in forma delle equazioni di Maxwell rispetto alle trasformazioni di Galileo, la precessione del perielio dell'orbita di Mercurio ecc., generarono una serie di contraddizioni che in breve tempo misero in crisi il complesso apparato della fisica classica, aprendo la strada alla relatività speciale e alla meccanica quantistica e a tutta la fisica moderna del XX secolo.
Il progressivo sviluppo della matematica fu stimolato dalla fisica e rese possibile la nascita di nuove teorie che necessitavano di nuovi strumenti, come il calcolo differenziale, per poter essere formalizzate. Infatti la storia della matematica è intrecciata con quella della fisica classica, ed è proprio con lo sviluppo di quest'ultima che la scienza iniziò a servirsi di formule matematiche per rappresentare e sintetizzare le teorie sul comportamento della natura.

## Storia

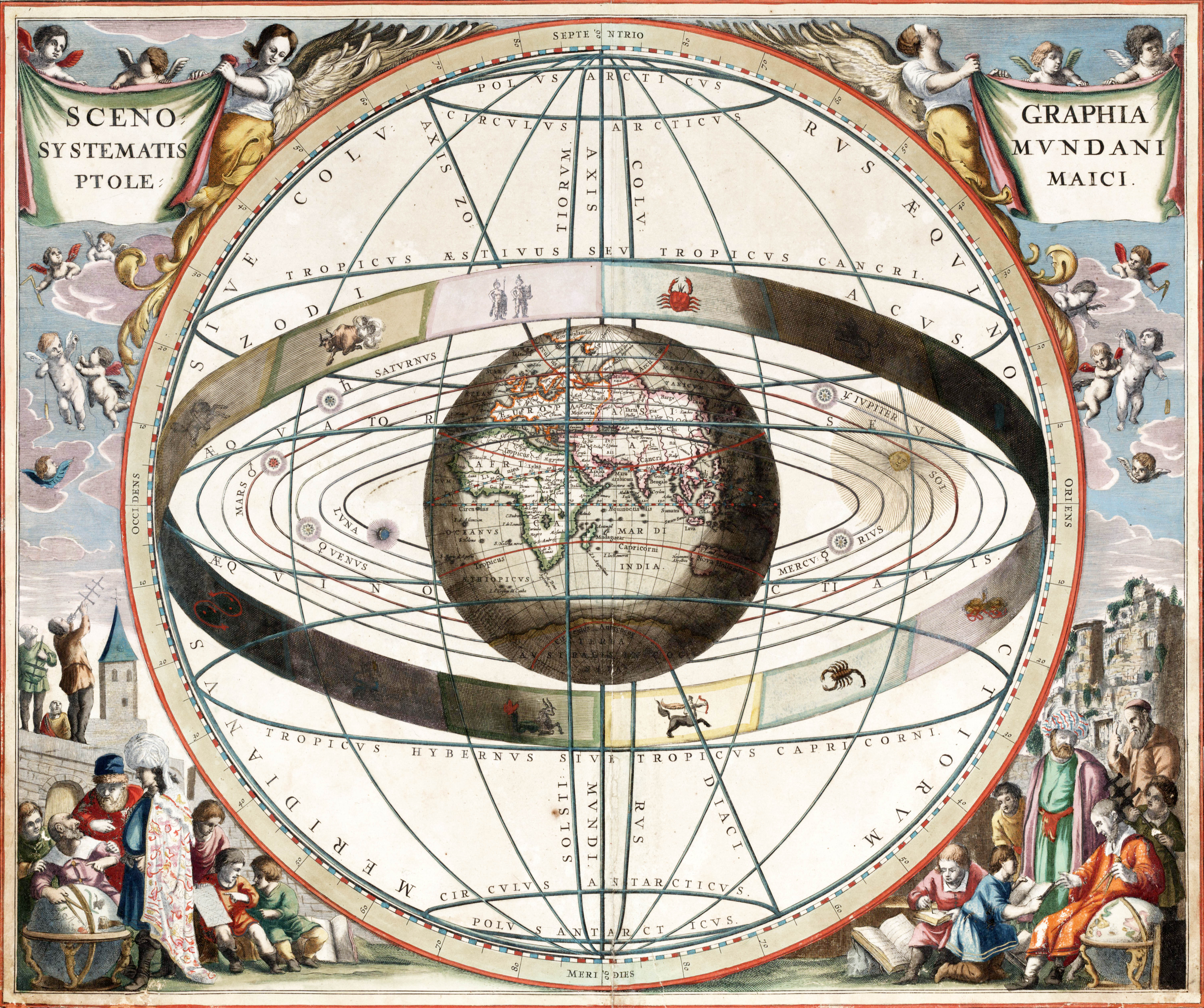
Rappresentazione del sistema tolemaico.

La storia della fisica classica coincide con la storia della fisica fino all'inizio del XX secolo, e si intreccia con la storia di tutte le altre scienze. La nascita della fisica classica non è databile, in quanto i primi elementi di questa scienza compaiono già nell'antichità, ancora prima della nascita del pensiero filosofico greco. Infatti, nell'ambito delle osservazioni astronomiche, alcune popolazioni presenti nella mezzaluna fertile e nell'Europa preistorica avevano condotto le prime osservazioni sull'orbita dei pianeti del sistema solare, del sole e della luna. Nell'antica Cina e nell'antica Grecia furono sviluppati anche strumenti in grado di calcolare gli eventi astronomici significativi del futuro, come le eclissi solari. L'insieme di queste conoscenze può essere a ragione considerato una versione primordiale di alcune delle conoscenze della meccanica celeste.
In epoca successiva, sempre nella Grecia antica e nel mondo ellenistico e romano (scienza greco-romana), si svilupparono i primi rudimenti dell'idrostatica e dell'idrodinamica, grazie agli studi di Archimede, con le loro applicazioni idrauliche; si ebbe un interesse per la termologia, con la costruzione delle prime macchine termodinamiche; iniziarono i primi studi di ottica geometrica, meccanica e le prime speculazioni sull'esistenza dell'atomo. Nell'ambito della meccanica celeste furono poi sviluppati il sistema tolemaico e il sistema aristotelico che, sfruttando la geometria euclidea, descrivevano le orbite del moto dei pianeti. La scienza classica era di carattere speculativo e intrecciata alle teorie filosofiche dell'epoca, come l'atomismo. La conoscenza e la descrizione della natura in ambito classico era quindi puramente qualitativa. L'universo era diviso nel mondo sopralunare, dove i moti sono circolari e senza fine, e nel mondo sublunare, dove i moti necessariamente hanno una fine e hanno una causa violenta che comporta l'allontanamento e il successivo ritorno al luogo naturale dei quattro elementi fondamentali, terra, acqua, aria e fuoco.

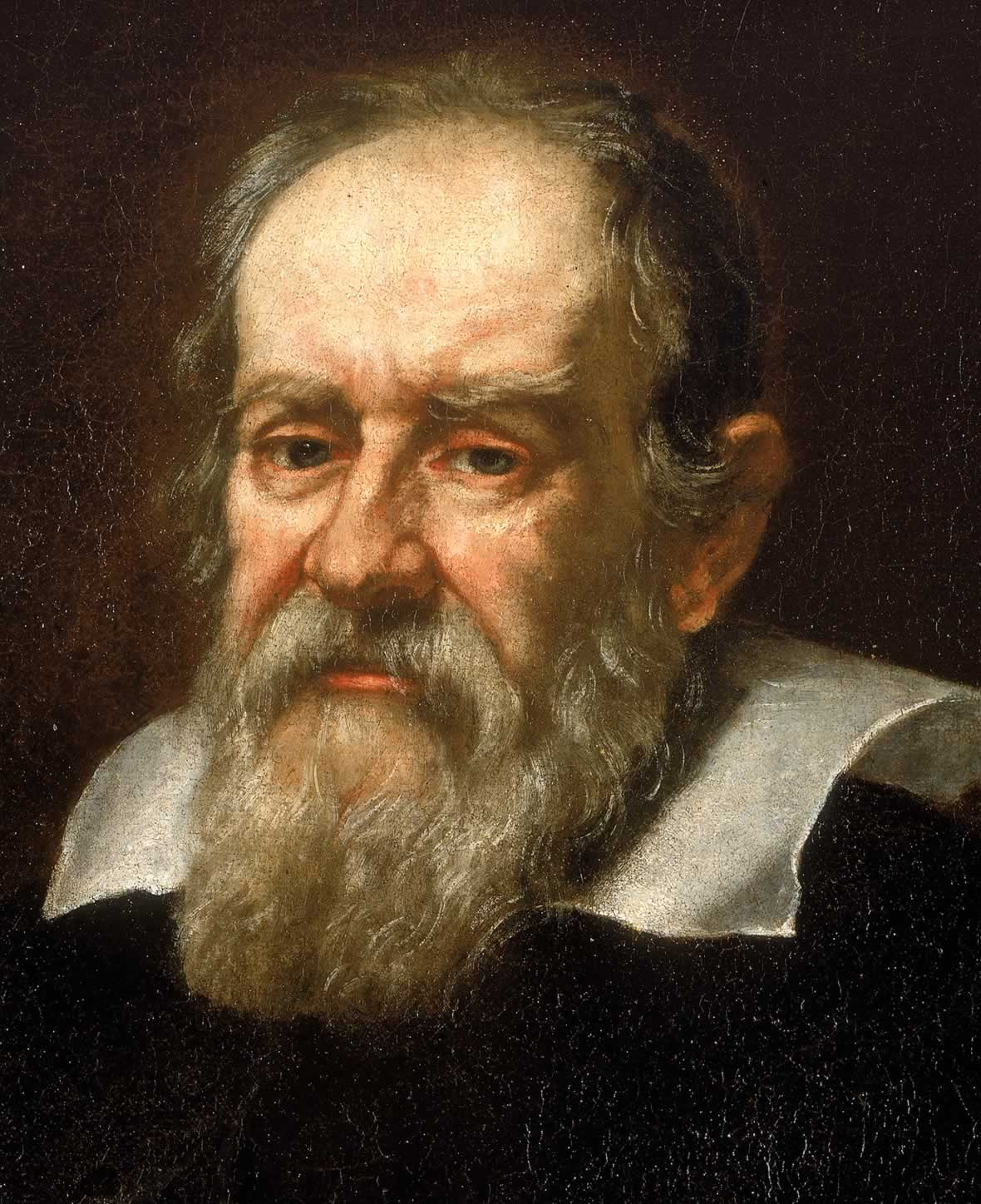
Galileo Galilei, padre del metodo scientifico.

Nel periodo medioevale fu grande il contributo scientifico che seppero dare i matematici, gli astronomi e gli ingegneri del califfato, grazie al periodo di relativo benessere e all'apertura delle rotte commerciali con le popolazioni dell'estremo oriente. Si ebbe l'adozione del sistema posizionale per la rappresentazione dei numeri e la sostituzione del complesso sistema numerico romano con quello basato sulle cifre arabe avvenne anche in Europa. Nel frattempo venivano fondate le prime università e nel continente si affermava il principio dell'auctoritas, per cui le affermazioni fatte dai filosofi greci, come da Aristotele in campo fisico, venivano assunte come vere solo basandosi sul prestigio dell'autore.
Fu solo dopo la nascita del metodo scientifico, con l'importante contributo di Galileo Galilei, e con la comprensione che la scienza debba confrontarsi con l'esperimento che iniziò lo sviluppo della scienza per come la conosciamo oggi, e la progressiva ramificazione delle conoscenze in settori diversi, mano a mano che la mole di dati e fenomeni studiati aumentava. Dopo i lavori di Galilei in ambito meccanico, astronomico e ottico, la deduzione delle tre leggi di Keplero, lo sviluppo della meccanica e delle sue applicazioni, l'introduzione del formalismo matematico come linguaggio di lavoro comune per i fisici, e soprattutto grazie all'opera di Isaac Newton, si realizzò una sistematizzazione del sapere scientifico nei Philosophiae Naturalis Principia Mathematica. Sempre allo stesso autore dobbiamo, oltre ai principi della dinamica, la scoperta, assieme a Leibniz, dell'applicazione alla fisica del calcolo infinitesimale e del calcolo integrale. Questi sviluppi portarono alla nascita della fisica matematica.

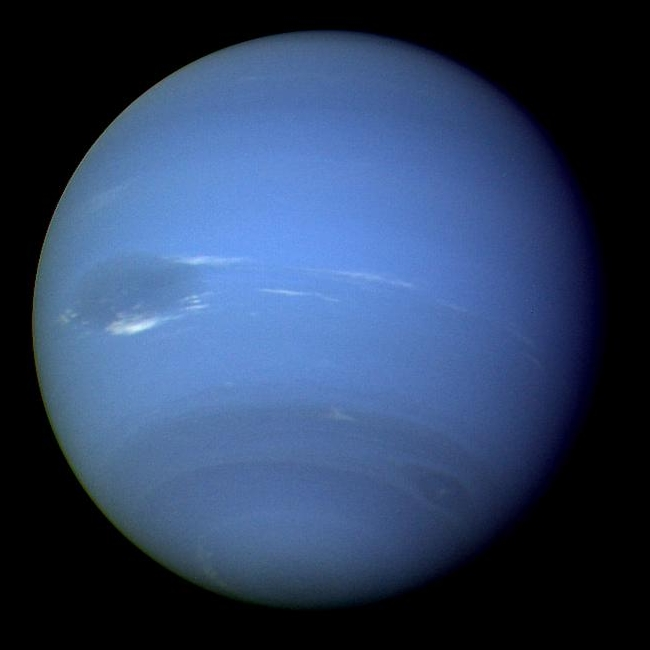
Nettuno, la cui esistenza e la cui orbita furono dedotte matematicamente osservando le perturbazioni del moto di Urano.

La legge della gravitazione universale dedotta dallo scienziato inglese ha rappresentato uno dei capisaldi della fisica classica: qualsiasi fenomeno astronomico riscontrato fino al XIX secolo poteva essere spiegato da questa teoria. A Newton si deve anche la riduzione della teoria dell'ottica (ambito in cui nel frattempo si era scoperta la diffrazione) all'azione della gravità su ipotetiche particelle - i fotoni - di cui si pensava fosse composta la luce, e la creazione della cosiddetta teoria corpuscolare della luce, in contrapposizione alla teoria ondulatoria proposta da Christiaan Huygens.
Successivamente si sviluppò anche la teoria della termologia, e in particolare la termodinamica, che ricevette grande impulso dalle esigenze della rivoluzione industriale. L'esperimento cruciale per questa disciplina è stata la dimostrazione realizzata nel 1798 da Benjamin Thompson che il lavoro meccanico può essere convertito in calore, che all'epoca era considerato una sostanza detta calorico. Fu poi Joule a dimostrare l'equivalenza fra lavoro e calore, mentre Sadi Carnot sviluppò le teorie sulle macchine termodinamiche. L'intero apparato della teoria fu infine quindi ricondotto a concetti meccanici grazie allo sviluppo della teoria cinetica dei gas e alla prova della corrispondenza fra termodinamica e meccanica statistica.
Nel XIX secolo, alcune irregolarità nel moto di Urano furono spiegate prevedendo l'esistenza di un altro pianeta di grosse dimensioni, Nettuno. Anche la precessione del perielio dell'orbita di Mercurio si discostava da quanto predetto dalla gravitazione, ma a questo problema non fu trovata soluzione.
Fino ad allora tutte le scienze erano state ricondotte ad avere sostanzialmente una base meccanica, tanto che questa era ormai considerata la base di qualsiasi tipo di esperienza fisica, e aveva dato origine a una corrente di pensiero chiamata meccanicismo, che ne postulava l'applicabilità in ogni ambito. Scrive Einstein a questo proposito:

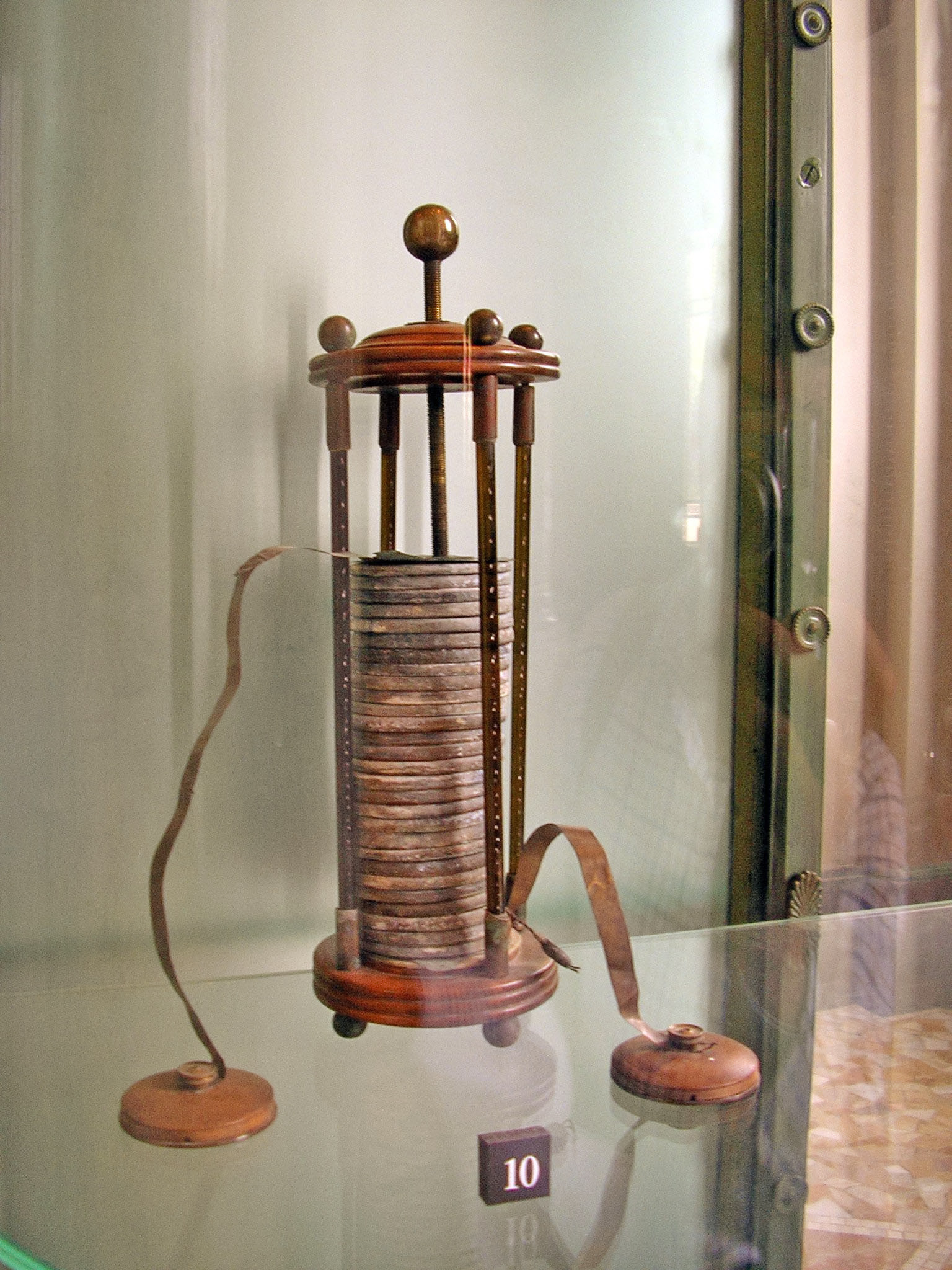
Una pila di Volta.

Tuttavia, sempre a partire dal XIX secolo iniziarono gli studi sperimentali sui fenomeni elettrici e magnetici, che proseguirono di pari passo con la creazione di accumulatori come le bottiglie di Leida, risalenti al 1746, e generatori come la pila di Volta, sviluppata intorno al 1800. Con l'esperimento di Ørsted (1820) si scoprì che correnti elettriche generano campi magnetici, e successivamente il teorema di equivalenza di Ampère stabilì che un dipolo magnetico è equivalente a una spira percorsa da corrente elettrica, e ciò si può interpretare asserendo che il campo magnetico viene generato da correnti elettriche. Sin dall'esperimento di Ørsted si sapeva che elettricità e magnetismo erano correlati, ma non se conoscevano i meccanismi; nel 1873 James Clerk Maxwell sintetizzò le leggi dell'elettrodinamica nelle equazioni di Maxwell, che portano il suo nome, creando una teoria unitaria dell'elettricità e del magnetismo. L'aspetto cruciale delle nuove equazioni fu la scoperta teorica dell'esistenza della radiazione elettromagnetica, scoperta confermata sperimentalmente da Heinrich Rudolf Hertz nel 1887.
La comunità fisica cercò di spiegare anche l'elettromagnetismo nell'insieme dei principi della meccanica classica. Fu sviluppata appositamente una teoria che faceva ricorso a una sostanza inventata ad hoc, chiamata etere, per tentare di descrivere la propagazione della luce come fenomeno meccanico. Sempre Einstein scrive:

Il Sole emette uno spettro che è ben approssimato da quello di un corpo nero a 5250 °C. Solo la meccanica quantistica ha permesso di spiegarne la forma.

Fu proprio la teoria dell'elettromagnetismo a determinare la fine del meccanicismo e della fisica classica. Per tentare di rendere compatibili le equazioni di Maxwell con le leggi della meccanica furono introdotte le trasformazioni di Lorentz. Ma in breve tempo ci si accorse che la meccanica andava modificata nelle sue basi più intime e di principio, ovvero nei concetti di spazio e tempo. Così facendo Albert Einstein fece nascere la relatività ristretta, che è l'ultima teoria che alcuni autori considerano classica.
Fra i problemi irrisolvibili dalla fisica classica, oltre alla precessione di Mercurio, vi erano poi la necessità di trovare l'origine dell'effetto fotoelettrico, ovvero la capacità della luce di indurre una corrente in un conduttore, o la forma dello spettro di corpo nero, ovvero la forma che assume l'intensità della radiazione emessa da un corpo nero in funzione dell'energia. Fu solo grazie rispettivamente alla teoria della relatività generale e alla nascita della meccanica quantistica, le cui basi erano già state poste nel 1900, che questi fenomeni trovarono una spiegazione in una teoria fisica generale e coerente, che superasse le prime teorie semiclassiche. Iniziò così quella che viene definita la fisica moderna.

## Principi
I concetti di spazio e tempo assoluti e di determinismo furono oggetto di un lungo dibattito, fino a quando evidenze sperimentali determinarono il superamento della fisica classica come teoria capace di spiegare qualsiasi fenomeno naturale. Entrambi i concetti rivestirono un ruolo cardine prima nel guidare lo sviluppo e in seguito nel determinare la caduta delle teorie che vi si basavano.
Il secondo è un principio che si sviluppò man mano che progrediva la conoscenza della meccanica e che postulava il rigoroso determinismo del nostro universo. Secondo questa concezione, se l'universo fosse stato regolato da leggi meccaniche, poiché ognuna di queste è invariante rispetto all'inversione del tempo, allora avendo il controllo completo di tutte le variabili meccaniche di tutte le particelle dell'universo si sarebbe potuto predire la sua evoluzione futura senza alcun limite temporale.
Un ulteriore oggetto di grande dibattito nella fisica classica riguardò l'atomismo e la disputa sulla natura corpuscolare o ondulatoria della luce.

### Spazio e tempo assoluti

Un sistema di coordinate cartesiane tridimensionale e destroverso utilizzato per indicare posizioni nello spazio.

Il primo di questi principi vede lo spazio e il tempo come entità assolute, perpetue, la cui esistenza è il presupposto ai principi della dinamica di Newton. Il tempo fu considerato inizialmente un ente assoluto, cioè percepito alla stessa maniera da tutti gli osservatori dell'universo conosciuto. Nella fisica moderna i due concetti sono venuti meno con la formulazione nella relatività speciale nel 1905.
L'esistenza di un tempo assoluto permetteva di definire con precisione quali fossero le relazioni causali nell'evoluzione fisica dell'universo: ciò che accadeva prima, in qualsiasi punto dell'universo, avrebbe potuto influenzare ciò che accadeva dopo, in qualsiasi altro punto dell'universo. La meccanica newtoniana prevedeva infatti che le interazioni a distanza (come la forza gravitazionale) si propagassero istantaneamente con una velocità infinita. L'idea di un tempo assoluto, percepibile allo stesso modo da tutti gli osservatori e nettamente separato dalla nozione di spazio, è accettata fino alla formulazione della relatività ristretta, nel 1905.
Il sistema tolemaico prevedeva un sistema di riferimento spaziale assoluto, che permettesse in particolare di definire la differenza fra oggetti fermi e oggetti in moto. La Terra era ferma al centro dell'universo e i corpi celesti si muovevano intorno ad essa, ogni oggetto aveva quindi una sua velocità ben definita. A partire dal Dialogo sopra i due massimi sistemi del mondo, intorno al 1630, Galileo si rese conto però che non vi può essere nessuna differenza fra le leggi della fisica (cioè in particolare della meccanica) descritte da un osservatore in moto rettilineo uniforme rispetto ad uno fermo:
(Salviati, Giornata seconda.)
Nel suo celebre esperimento mentale della nave, Galileo nota come sia impossibile per un osservatore chiuso all'interno di una stanza di una nave costruire un esperimento per capire se la nave sia ferma al porto oppure in viaggio, a patto che il suo moto sia rettilineo e uniforme. Secondo la relatività galileiana, punto di base della meccanica newtoniana, non esiste nessun modo per distinguere un oggetto fermo da un oggetto che si muove con un moto rettilineo uniforme. La velocità assoluta di un oggetto non può essere quindi misurabile.
Le leggi della meccanica classica hanno la stessa forma nei sistemi di riferimento inerziali, in uno qualsiasi di questi sistemi in particolare i corpi liberi si muovono di moto rettilineo uniforme, le forze sono la causa della variazione dello stato moto in accordo con il secondo principio della dinamica e soddisfano il principio di azione e reazione.

Il sistema GPS sfrutta la teoria della relatività per calcolare con esattezza la distanza tra due punti. Il suo funzionamento è quindi un indizio tangibile del fatto che spazio e tempo sono diversi da com'erano ipotizzati nella fisica classica.

La relatività galileiana entrò però in contrasto nel XIX secolo con le equazioni di Maxwell, dalle quali emerse che la luce è non altro che un tipo di onda elettromagnetica e che quindi si muove ad una velocità {\displaystyle c=1/{\sqrt {\mu \epsilon }}} determinata dalla permeabilità magnetica {\displaystyle \mu } ed elettrica {\displaystyle \epsilon } del vuoto o del mezzo in questione. La luce, interpretata come fenomeno ondulatorio di un mezzo chiamato etere, avrebbe però assunto questa velocità {\displaystyle c} soltanto nei sistemi di riferimento inerziali in moto solidale rispetto all'etere, in altri sistemi di riferimento si sarebbe dovuto misurare una velocità della luce differente, maggiore o minore di {\displaystyle 1/{\sqrt {\mu \epsilon }}}, in accordo al principio di relatività galileiana. L'esperimento_di_Michelson-Morley mostrò al contrario che la velocità della luce è assoluta, indipendente dal sistema di riferimento, contrariamente a quanto prescritto da Galileo. Alla fine dell'Ottocento vi furono vari tentativi per adattare il principio galileiano ai risultati dell'esperimento_di_Michelson-Morley, supponendo ad esempio che l'etere sia trascinato dal moto della materia e in particolare dalla Terra, tentativi che però non ebbero successo.
Fu prima Mach a criticare questo approccio. Secondo lui, l'inerzia di un sistema è il risultato delle interazioni di questo con tutte le masse dell'universo. Albert Einstein, a questo proposito, ebbe modo di notare:
e ancora
Einstein risolse la contraddizione fra relatività galileiana e equazioni di Maxwell sostituendo la prima con quella che è adesso nota come relatività ristretta. Questo nuovo principio di relatività distrugge definitivamente il carattere assoluto di tempo e spazio. Il tempo percepito non è più assoluto. In particolare, due eventi in luoghi molto distanti possono risultare in ordine temporale invertito a seconda del sistema in cui sta l'osservatore. Spazio e tempo sono intrinsecamente legati e formano un quadridimensionale spaziotempo, la cui struttura matematica fu formalizzata successivamente con la nozione di spaziotempo di Minkowski.

### Determinismo

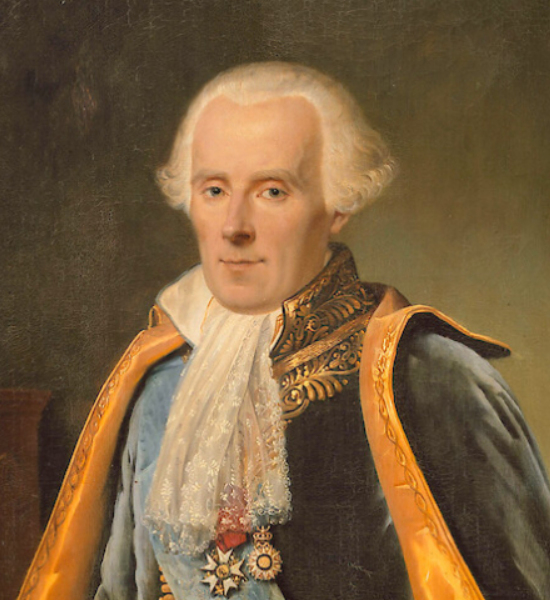
Ritratto di Laplace.

Le leggi fisiche classiche determinano esattamente le traiettorie dei corpi, ad esempio consentono di prevedere completamente il moto dei pianeti e l'evoluzione sia futura che passata del sistema solare. Nel corso del XIX secolo questi successi spinsero a ipotizzare che la fisica, tramite le leggi matematiche, sarebbe stata in grado di conoscere tutta la storia passata e anche di predire l'esatta evoluzione futura dell'intero universo, posto che fosse stato possibile conoscere esattamente il valore delle velocità e delle posizioni di tutte le particelle in esso contenute in un dato momento. Come scrisse Pierre Simon Laplace:
La completa determinazione dell'evoluzione dell'universo anche in ambito classico è possibile solo in linea di principio, tuttavia anche solo l'eventualità che la storia dell'universo sia completamente predeterminata fu sufficiente ad aprire un grande dibattito filosofico che spaziò fino a toccare temi come il libero arbitrio dell'uomo. Infatti, seguendo l'argomentazione dello stesso Laplace, nessuno sarebbe mai stato in grado di avere una capacità di calcolo così vasta da poter permettere l'analisi dei successivi stati dell'universo ed inoltre nessuno avrebbe mai posseduto una conoscenza dello stato dell'universo in un dato istante abbastanza precisa da poter ottenere previsioni future accurate.

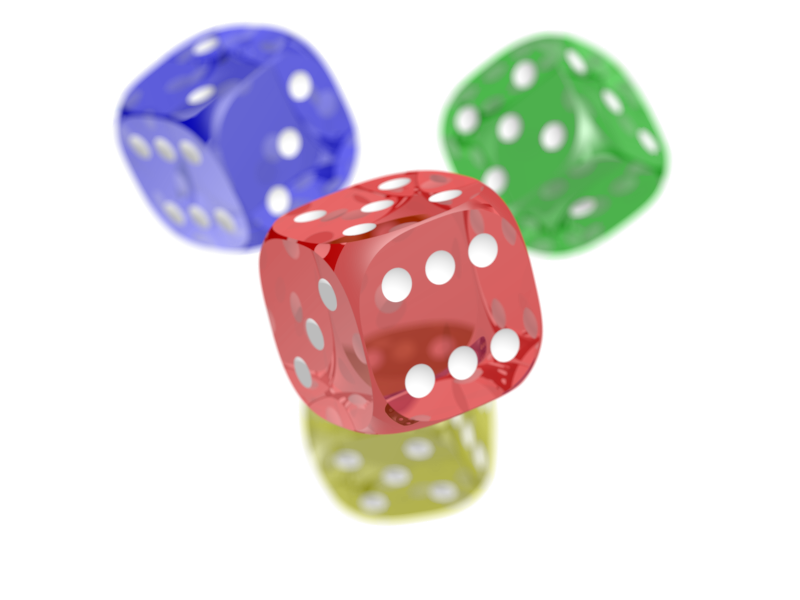
Il lancio dei dadi, che è un fenomeno tipicamente probabilistico, venne usato come metafora per descrivere la natura non deterministica.

Per l'aspetto computazionale, il calcolo del moto dei corpi nella fisica classica è spesso possibile solo ricorrendo ad approssimazioni. Gli sforzi di alcuni fra i migliori fisici e matematici del XIX secolo furono rivolti a cercare di trovare soluzioni esatte a problemi, come quello famoso dei tre corpi, che non erano stati risolti analiticamente. Non fu cioè possibile scrivere le traiettorie esatte nemmeno per un sistema di soli tre corpi che interagiscono gravitazionalmente, come ad esempio la Terra, la Luna e il Sole. Questo fallimento accadde perché il sistema a tre corpi, seppur descritto da leggi fisiche classiche, è solo uno degli esempi più antichi e maggiormente noti di sistema non integrabile, anzi, solamente di pochissimi sistemi fisici è possibile conoscerne l'andamento futuro esattamente. In questi casi è possibile ottenere solo una soluzione approssimata, numerosi metodi di soluzione numerica per equazioni differenziali ordinarie sono stati infatti sviluppati e implementati nel XX secolo grazie all'ausilio dei moderni computer.
Per l'aspetto dell'importanza della conoscenza precisa delle condizioni iniziali delle particelle, è noto che i sistemi non integrabili hanno la particolarità di dimostrare un'elevata sensibilità alle condizioni iniziali, che è una delle caratteristiche costitutive dei sistemi caotici. Le previsioni meteorologiche sono ad esempio affidabili solamente con un orizzonte temporale di pochi giorni, dopodiché le incertezze nella conoscenza della temperatura, della pressione e dello stato attuale dell'atmosfera produrranno grosse variazioni rispetto alle previsioni. Questo fenomeno è noto come effetto farfalla.

L'attrattore di Lorenz è uno degli oggetti più noti nell'ambito del caos.

Lo sviluppo della meccanica quantistica agli inizi del XX secolo cambiò radicalmente i termini della disputa in merito al determinismo. Secondo l'interpretazione di Copenaghen è impossibile prevedere l'evoluzione di un sistema non tanto per l'ignoranza dello sperimentatore sulle condizioni iniziali del sistema, ma a causa di una caratteristica della teoria. Ne risulta che non è più possibile associare ad una particella una posizione ed una velocità definite con una precisione arbitraria. La meccanica quantistica, infatti, descrive ogni sistema fisico tramite un vettore di stato. Da questa descrizione si deduce che il risultato dell'interazione deve tenere conto anche dei fenomeni di interferenza tra gli stati: il risultato determinato dalla teoria è, nella maggioranza dei casi, un insieme composto da più stati possibili ai quali è associata una probabilità. Questo insieme tuttavia non è interpretabile con l'asserzione che il sistema si trova in uno stato o nell'altro con una certa probabilità, ma si deve invece interpretare considerando che il sistema è sia in uno stato sia nell'altro, ovvero in una sovrapposizione di stati; ciascuno dei quali è pesato con una propria probabilità. Numerosi esperimenti hanno dimostrato la validità di quest'interpretazione: ad esempio l'esperimento di Stern e Gerlach (realizzato nel 1922) e l'esperimento della doppia fenditura (realizzato nel 1961).
A proposito del crollo del determinismo si ricorda una triplice citazione, organizzata in forma dialogica:
(Albert Einstein, da una lettera del 4 dicembre 1926 a Niels Bohr; citato in  Gian Carlo Ghirardi, Un'occhiata alle carte di Dio, Milano, Il Saggiatore, 1997,  p. 121, ISBN 88-515-2081-X.)
(Risposta attribuita a Bohr)
(Stephen W. Hawking)
Si vede dalle prime due citazioni come all'epoca della nascita della meccanica quantistica, questa caratteristica della teoria fosse controversa e che solo successivamente si pervenne ad accettarla come una caratteristica naturale

### L'atomismo e la natura della luce

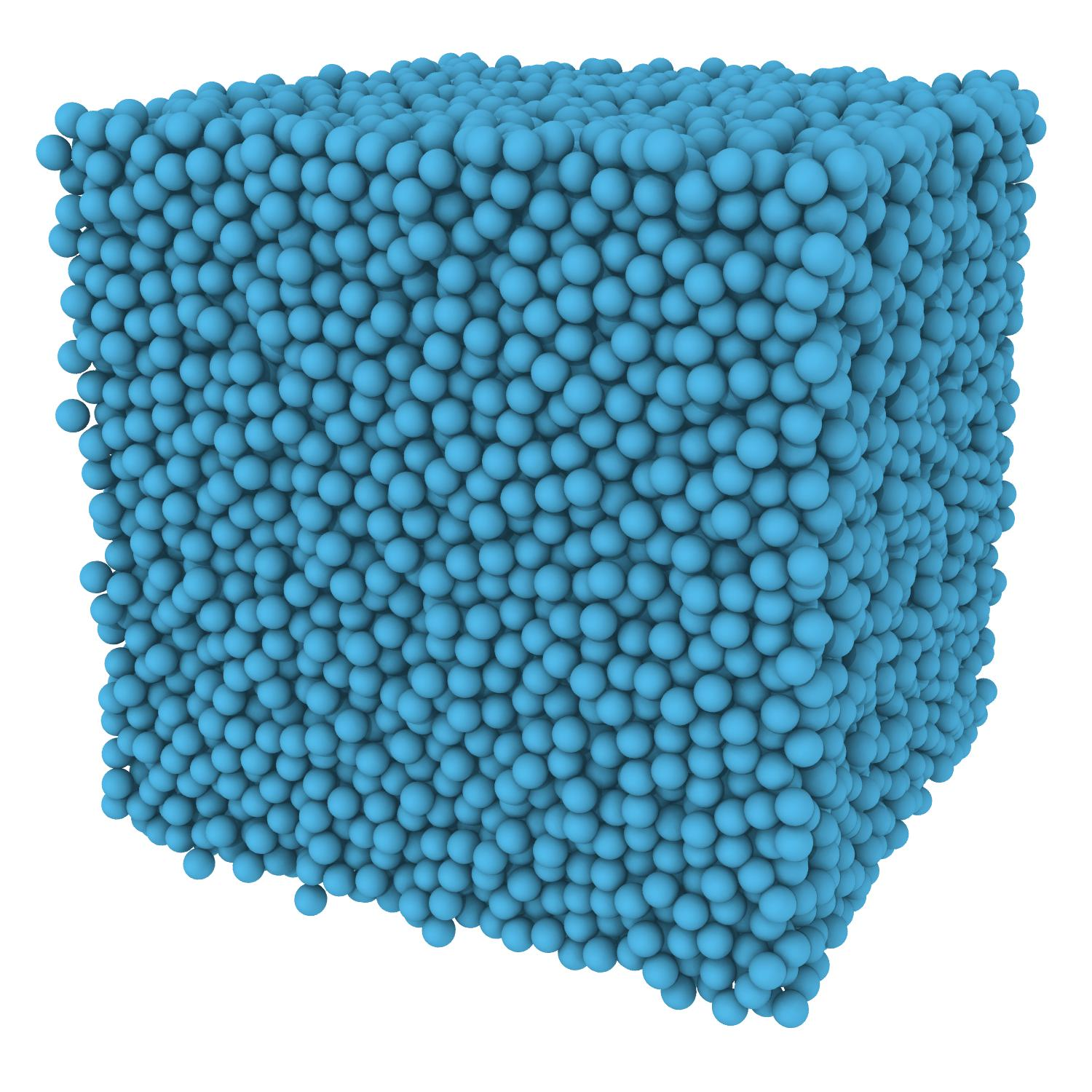
Atomi componenti la materia.

L'atomismo e l'idea che la materia sia composta da unità elementari ed indivisibili furono introdotti fin dai primi passi dello studio della natura nell'ambito della filosofia della Grecia classica, per muoversi nell'ambito scientifico propriamente detto a partire dal XVII secolo. Alcune delle prime evidenze sperimentali portate come argomento a favore della natura atomica, granulare e non continua della materia, furono l'osservazione dell'evaporazione dell'acqua e il passaggio di una soluzione attraverso serie di filtri.
L'atomismo fu ripreso ed esteso nei Principia da Isaac Newton, che presentò una teoria atomistica anche per l'ottica, e quindi per la luce, in termini puramente meccanici come interazioni fra corpuscoli e particelle. I primi esperimenti sulle reazioni chimiche furono sviluppati in una teoria atomica da John Dalton. Ulteriori conferme sulla natura corpuscolare della materia arrivarono dallo sviluppo della teoria cinetica dei gas nel XIX secolo. La natura corpuscolare della luce fu tuttavia oggetto di dibattito e messa in difficoltà dagli esperimenti di Thomas Young, che supportavano piuttosto l'ipotesi di Christiaan Huygens sulla natura ondulatoria della luce, come vibrazione e onda dell'etere. Gli esperimenti di Young mostravano l'interferenza della luce, fenomeno tipico delle onde ma inspiegabile con l'ipotesi che la luce sia composta da atomi.
Nonostante i successi in ambito chimico e termodinamico dell'atomismo, ancora alla fine del 1800 e all'inizio del 1900 Ernst Mach criticò la realtà fisica degli atomi intesa al di fuori dell'ipotesi speculativa. Ulteriori prove a favore dell'atomismo arrivarono dallo sviluppo della teoria statistica del moto browniano da parte di Albert Einstein nel 1905. Sempre all'inizio del 1900, lo sviluppo della meccanica quantistica da una parte permise lo sviluppo di una teoria coerente in grado di spiegare il comportamento degli atomi, delle molecole e dei legami chimici; dall'altra pose fine alla disputa sulla natura della luce. Nella meccanica quantistica la luce e anche le particelle elementari della materia, come gli elettroni, sono descritti sia come un'onda che come una particella, in base al principio di complementarità.

## Settori di studio
I vari settori di studio in cui suddividiamo al giorno d'oggi la fisica classica sono la meccanica (distinta a sua volta in più branche), la gravità (così come descritta dalla legge di gravitazione universale), la termodinamica e una buona parte dell'elettromagnetismo.
Queste teorie, nonostante non siano in grado di spiegare alcuni fenomeni, per cui occorre necessariamente fare ricorso a leggi relativistiche o quantistiche, sono considerate valide approssimazioni nel limite classico di queste ultime. In particolare, per "limite classico" si usa intendere l'approssimazione per cui non si considerino oggetti di dimensioni così piccole da costringere all'utilizzo della meccanica quantistica, oppure così veloci, o così vicine a un campo gravitazionale molto intenso, da rendere necessario l'utilizzo della relatività speciale o generale.
La validità dell'approssimazione al limite classico dipende tuttavia dalla precisione e dall'accuratezza che si vuole raggiungere nei calcoli e nei risultati finali. Ad esempio il GPS non sarebbe in grado di funzionare se non si considerassero gli effetti della relatività speciale e generale, sebbene il campo gravitazionale terrestre non sia intenso come quello in prossimità di un buco nero e sebbene la velocità dei satelliti artificiali in orbita sia molto minore di quella della luce. Il sistema GPS richiede una precisione di sincronizzazione degli orologi dell'ordine del nanosecondo, mentre le correzioni relativistiche sono dell'ordine del microsecondo, molto piccole ma pur sempre diecimila volte maggiori rispetto all'accuratezza che si vuole raggiungere. Senza queste correzioni, già dopo pochi giorni la posizione individuata dal sistema GPS sarebbe errata di decine chilometri.

### Meccanica classica e analitica

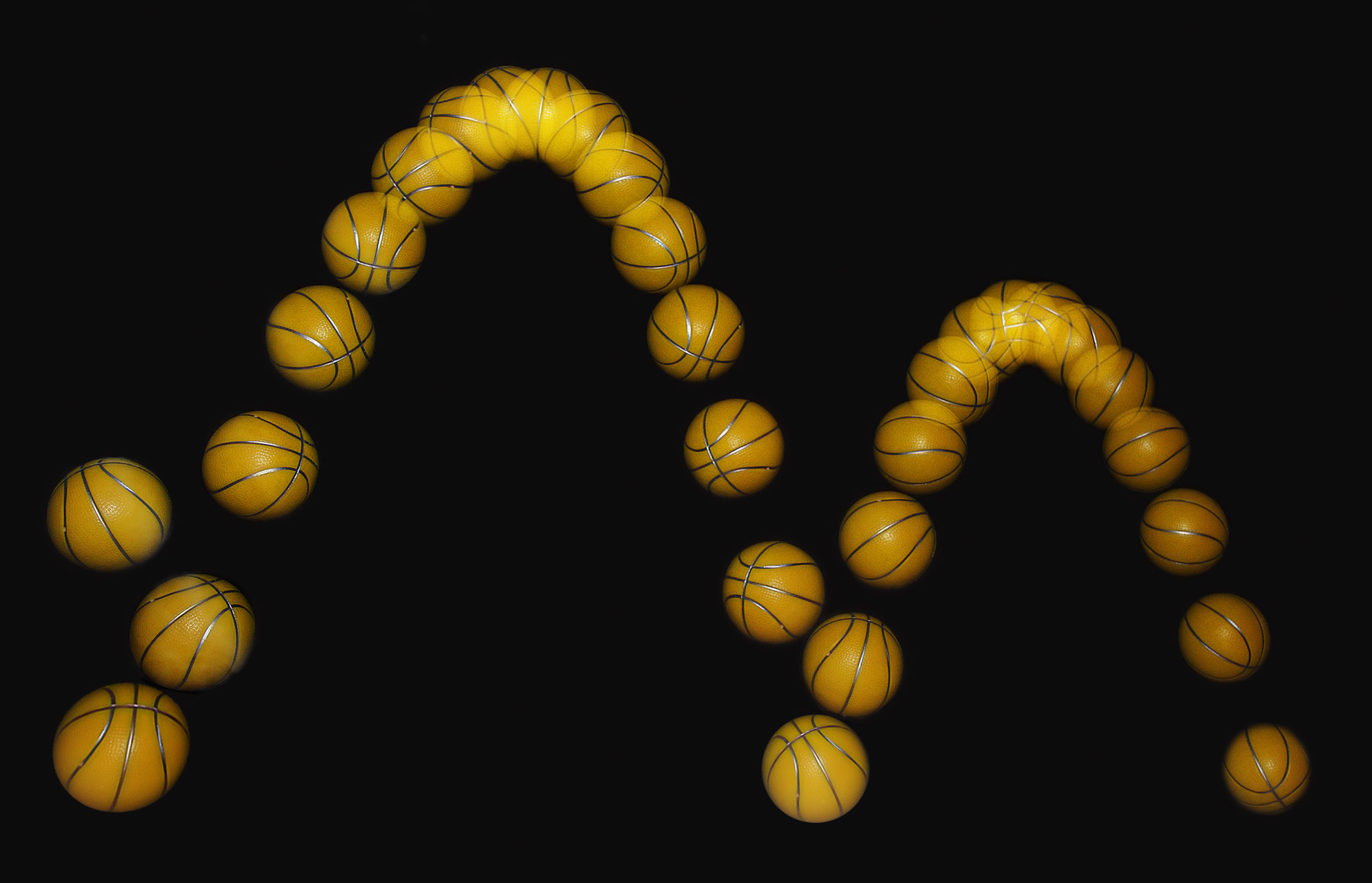
La cinematica si occupa di descrivere le traiettorie come questa di una palla che rimbalza a terra.

La meccanica è la scienza che studia l'equilibrio e il movimento dei corpi nello spazio, quando sottoposti a forze esterne esercitate da altri corpi. Oltre alla meccanica classica è opinione di alcuni che anche la meccanica relativistica limitatamente ai risultati deducibili dalla relatività ristretta sia parte della fisica classica. La meccanica si suddivide in cinematica, dinamica e statica a seconda del tipo di studio che si vuole condurre. Si parla di cinematica quando si è interessati a descrivere il moto e la sua evoluzione nel tempo e nello spazio, senza rintracciarne le cause. Quando invece si desidera studiare le cause del moto e le interazioni di vari oggetti si fa riferimento alla dinamica. Infine se si desiderano studiare le condizioni di equilibrio di un corpo si utilizzano le leggi della statica.
La cinematica è caratterizzata da una suddivisione interna basata sul tipo di moto descritto. Si parla, ad esempio, di moto rettilineo e uniforme, moto uniformemente accelerato, di moto parabolico, con ciò riferendosi alla forma traiettoria e alle leggi che regolano la mutua variazione delle quantità che descrivono il modo: posizione, velocità e accelerazione; a livello più approfondito la cinematica è studiata con gli strumenti matematici della geometria differenziale, che permettono di calcolare anche altre grandezze come il raggio di curvatura e la torsione della traiettoria.
La dinamica si basa su tre principi noti come principi della dinamica o come leggi di Newton. Essi descrivono:
- il comportamento di un corpo quando non subisce alcuna interazione;
- il comportamento di un corpo, e in particolare l'evoluzione della sua accelerazione, se sottoposto a interazioni e quindi a forze o momenti meccanici;
- la reazione del corpo a un'interazione subita.

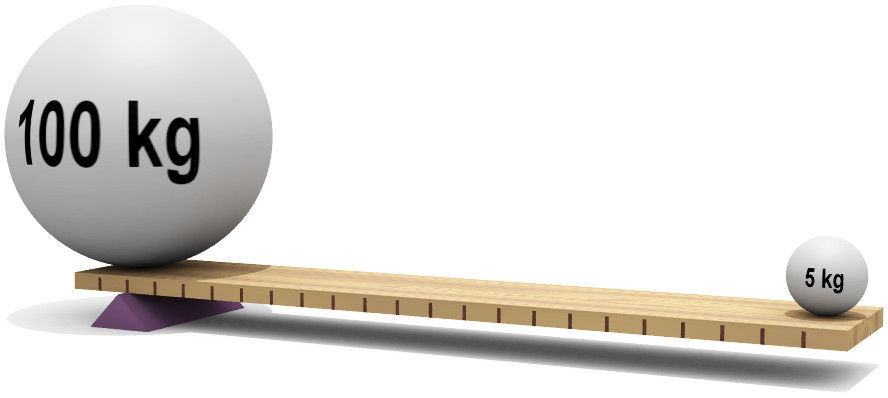
La leva è il tipico esempio di corpo a cui si applicano le leggi della statica.

Accanto a questi principi sono validi strumenti della dinamica anche i principi di conservazione. Questi sono comunque utilizzati generalmente in ogni settore della fisica, e vengono considerati di valenza più generale delle leggi di Newton ma trovarono la loro origine negli studi di meccanica classica. In particolare i principi di conservazione dell'energia e della quantità di moto sono i più utili negli studi dinamici e, assieme con il teorema delle forze vive permettono la descrizione e la classificazione degli urto in elastici, anelastici e completamente anelastici.
Infine, la statica si occupa di determinare le condizioni di equilibrio di un corpo, se sottoposto all'azione di altri corpi esterni. Essa studia le condizioni di equilibrio di sistemi fisici sottoposti a carichi, forze e torsioni, cioè quando il sistema non muta posizione nel tempo, o quando componenti o strutture sono a riposo. La statica è usata diffusamente nell'analisi strutturale e in scienza delle costruzioni. Per un corpo rigido le condizioni per l'equilibrio sono due: la forza risultante agente sul corpo deve essere nullo, altrimenti il centro di massa del corpo accelererebbe, così come il momento angolare totale, altrimenti il corpo ruoterebbe. Lo studio della resistenza meccanica dei materiali è anch'essa fortemente legata alla statica.

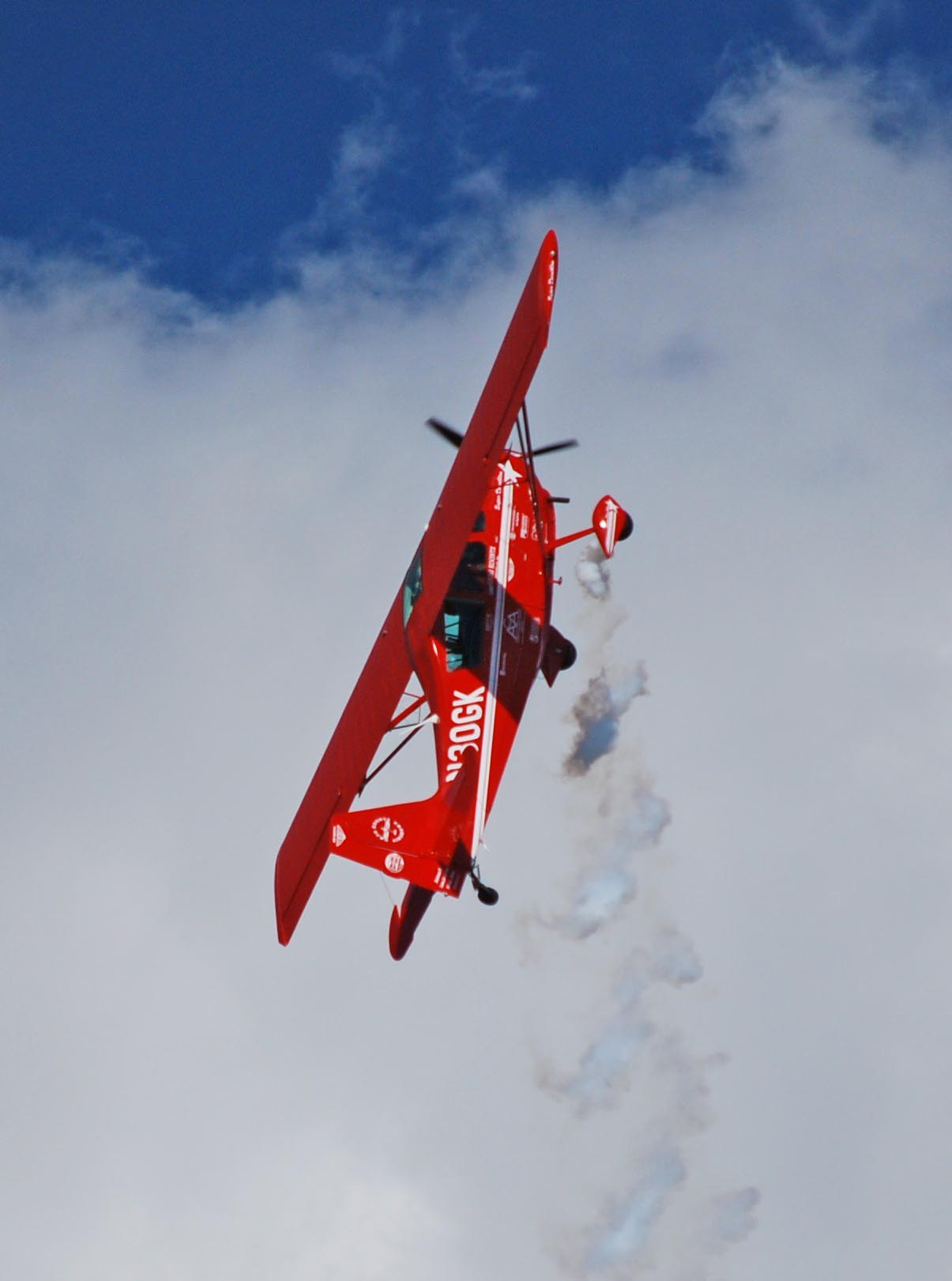
Il volo degli aerei è il risultato degli studi dell'aerodinamica cioè di un'applicazione della meccanica dei fluidi.

In alcuni casi, la risoluzione esplicita e diretta di sistemi di equazioni differenziali, ricavate utilizzando le leggi della dinamica, può essere semplificata mediante la ricerca delle costanti del moto, utilizzando tecniche più raffinate di meccanica razionale o di meccanica analitica basate su particolari funzioni costruite per descrivere il sistema, note come funzione lagrangiana e hamiltoniana. Nel caso del formalismo hamiltoniano si opera rinunciando all'uso delle coordinate e dei momenti (lineari o angolari) definiti dalle posizioni dei corpi e dalle loro velocità nell'ordinario spazio in tre dimensioni e utilizzando al loro posto coordinate e momenti generalizzati, definiti in uno spazio particolare, detto spazio delle fasi. Una peculiarità delle coordinate e dei momenti generalizzati è che le formule che ne descrivono le variazioni tengono già conto dei vincoli imposti al sistema, come ad esempio il vincolo di rotolare su un piano senza slittare. Pertanto tutte le condizioni imposte dai vincoli sono automaticamente rispettate dal sistema. Un concetto nato nell'ambito della meccanica razionale, ma che ha grande rilevanza in tutta la fisica, è il principio di minima azione, inteso come sinonimo sia del principio di Hamilton che del principio di Maupertuis. Questo principio stabilisce che un sistema classico evolve nel tempo in modo da minimizzare una quantità fisica, detta azione. La sua applicazione permette, ad esempio, di ricavare esplicitamente le equazioni del moto a partire dall'hamiltoniana del sistema.
La meccanica si suddivide anche a seconda del tipo di oggetto considerato. Considerando un corpo solido, sono due i modelli meccanici più utilizzati: il modello del punto materiale e il modello del corpo rigido. Il primo di questi è utilizzato per studiare corpi le cui parti interne e le dimensioni siano molto piccole rispetto alle altre grandezze considerate nel problema. Ad esempio nel caso si voglia studiare il moto di rivoluzione della Terra attorno al Sole, è possibile considerare in buona approssimazione l'intera Terra come se fosse puntiforme, con tutta la massa concentrata in un singolo punto. Al contrario, non è possibile approssimare uno pneumatico che rotola giù da una scarpata senza ostacoli in discesa come un punto; altrimenti i tempi di arrivo alla fine della scarpata calcolati con questa approssimazione saranno drasticamente diversi da quelli effettivamente osservati. Ulteriori modelli che tengono conto anche delle deformazioni che un solido può subire sono oggetto di studio della meccanica del continuo, che si occupa anche dei fluidi.
Nello studio dei fluidi, la situazione è più complessa, in quanto ciascun fluido è costituito da un numero molto alto di costituenti elementari (atomi o molecole), che non possono essere considerati tra loro solidali. Si deve perciò scegliere se si vuole una descrizione che tenga conto esclusivamente delle proprietà globali o se si vuole invece analizzare più nel dettaglio i comportamenti dei costituenti, rinunciando comunque a una descrizione esatta. Nel primo caso si ricorre alle leggi della fluidodinamica e della fluidostatica e ai modelli di fluido: ideale, incomprimibile, newtoniano o non newtoniano, a seconda dei valori della viscosità o della possibilità o meno di comprimere le sostanze considerate.

Animazione degli tsunami risultanti dal terremoto sottomarino del 26 dicembre 2004 nel Sud-est asiatico.

Se invece si vuole una descrizione più fine dei fluidi considerati, si rende necessario uno studio dal punto di vista della meccanica statistica. Quest'ultima è in grado di descrivere i comportamenti medi dei costituenti di un sistema, e quindi fornire gli stessi risultati ottenuti con una descrizione tipica della meccanica dei fluidi, ma è anche in grado di dare risposte su quale sia la probabilità che le variabili che descrivono un costituente assumano un certo insieme di valori. La meccanica statistica è cioè in grado di operare valutando le distribuzioni dei costituenti interni. Bisogna considerare che questo settore della meccanica fu sviluppato in modo da spiegare per altra via i fenomeni di cui si occupa la termodinamica e che, pertanto, una sua trattazione completa richiede anzitutto la comprensione delle grandezze base della termodinamica stessa.
Infine, un discorso a parte merita l'acustica, che studia in generale la generazione, la trasmissione e la ricezione di vibrazioni meccaniche, o onde sonore, nei mezzi materiali. L'acustica può essere considerata parte della fluidodinamica nel caso in cui il mezzo di propagazione sia un fluido come l'aria o l'acqua. L'equazione delle onde governa la propagazione di tutti i tipi di onde di pressione in qualsiasi mezzo (per esempio i comuni suoni in aria e le onde sismiche, cioè i terremoti).

### Gravitazione universale

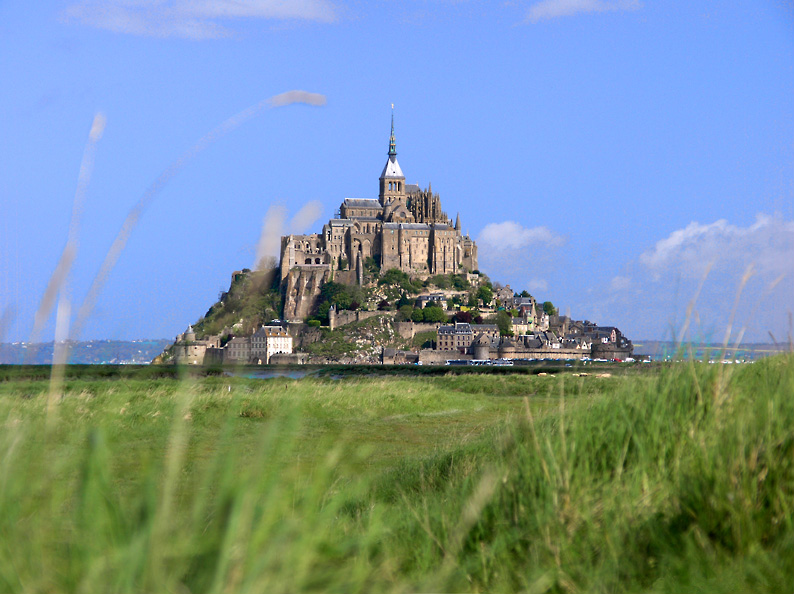
Mont Saint Michel, luogo famoso per l'eccezionale ampiezza delle maree e per la loro rapidità nel crescere. Questo fenomeno è spiegato dalla legge della gravitazione universale.

La legge della gravitazione universale è utilizzata per descrivere la mutua interazione a distanza che subiscono due corpi a causa della loro massa. La descrizione secondo la fisica classica di questo fenomeno si basa o sul concetto di forza e potenziale, che trovano applicazione anche nella descrizione di tutti gli altri tipi di forza a distanza noti alla fisica classica. Il campo gravitazionale è un campo conservativo, ovvero non compie lavoro se un corpo segue un percorso chiuso, cioè se si spende tanta energia per spostare un corpo in alto lungo la verticale in prossimità della superficie terrestre, tanta se ne guadagna spostandolo in basso. A causa di questa proprietà del campo è possibile associare alla forza un'energia potenziale gravitazionale.
La legge della gravitazione universale, scoperta da Newton, è oggi considerata il limite classico della relatività generale e può essere usata, insieme a molte altre leggi, per i calcoli necessari alla messa in orbita dei satelliti artificiali o nello studio del comportamento dei corpi celesti. La legge in questione stabilisce che la forza che un corpo esercita su un secondo oggetto è proporzionale al prodotto delle masse e al reciproco del quadrato della distanza fra i due. La costante di proporzionalità è chiamata costante di gravitazione universale. Newton calcolò le orbite dei satelliti tramite questa legge, riottenendo le leggi di Keplero, le leggi empiriche che governano il sistema solare.
Nonostante la gravità sia la più debole delle interazioni fondamentali oggi note in fisica è responsabile delle maree, frutto dell'interazione fra la luna e i mari, e del movimento dei corpi celesti come i pianeti del nostro sistema solare o come le stelle nella galassia. Un'intera branca della meccanica, la meccanica celeste, si occupa proprio di questi fenomeni.

### Termologia

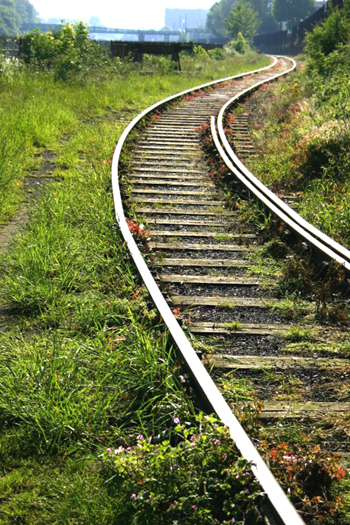
La progettazione delle linee ferroviarie deve tenere in considerazione la dilatazione dei binari dovuta al cambiamento delle temperature stagionali.

La termologia studia il comportamento dei corpi nei fenomeni in cui siano coinvolto il calore, combinato o meno con la produzione o l'utilizzo di lavoro. La dinamica della diffusione del calore nei corpi è dettata dalla legge sulla conduzione termica, scoperta da Joseph Fourier all'inizio del XIX secolo, e dall'equazione del calore, che stabiliscono in che direzione il calore si diffonde e l'andamento della temperatura nei corpi.
La branca della termologia che studia lo scambio di calore fra corpi a temperatura diversa, le trasformazioni di calore in lavoro e viceversa, è la termodinamica, che per la sua natura è sfruttata e studiata sia in ambito fisico che chimico: in effetti, non c'è praticamente ambito della fisica al quale la termodinamica non possa essere applicata. Anche in chimica, così come in meccanica statistica, si parla di sistemi proprio a causa della detta corrispondenza che esiste fra le grandezze che si studiano considerando le proprietà medie di un insieme di costituenti elementari, e che sono le grandezze termodinamiche, e le grandezze tipiche della meccanica statistica. Si deve notare che alcune grandezze tipiche della descrizione statistica (come l'entropia) non hanno un analogo macroscopico, essendo la loro definizione legata proprio alle proprietà microscopiche del sistema.
La temperatura è una grandezza alla base delle misurazioni in termologia e in termodinamica, definita da quello che è chiamato il principio zero, che stabilisce che se due corpi sono in equilibrio termodinamico con un terzo corpo, allora lo sono anche fra loro. In questo modo la temperatura diventa la grandezza fisica comune e uguale per tutti i corpi in equilibrio termico fra loro.
La termodinamica si basa su tre ulteriori principi che stabiliscono che:
- la variazione di energia interna di un corpo è uguale alla differenza fra il calore assorbito dal sistema (il valore è convenzionalmente negativo se il calore è ceduto dal sistema) e il lavoro compiuto dal sistema (il valore è convenzionalmente negativo se il lavoro è compiuto sul sistema);[46]
- è impossibile costruire una macchina che abbia esclusivamente l'effetto di trasferire calore da un corpo freddo a un corpo caldo;[47]
- è impossibile raggiungere lo zero assoluto utilizzando un numero finito di trasformazioni termodinamiche.[48]

### Elettromagnetismo

Rappresentazione schematica della legge di Coulomb.

L'elettromagnetismo è la branca della fisica che studia i fenomeni di natura elettrica e magnetica e le loro mutue interazioni. La moderna teoria dell'elettromagnetismo riesce a conciliare fenomeni apparentemente diversi quali i fenomeni elettrici, magnetici e l'ottica geometrica, riconducendoli a essere manifestazioni fenomenologiche del campo elettromagnetico. A seconda della tipologia di fenomeni studiati, è comunque utile suddividere lo studio dei fenomeni elettromagnetici ascrivendoli a diverse aree della teoria. La teoria può essere suddivisa differenziando tra fenomeni appartenente statici, non dipendenti dal tempo, e dinamici.
Fra i fenomeni statici quelli elettrici sono studiati dall'elettrostatica. In questa teoria gli enti fondamentali sono le cariche elettriche, positive o negative, che contemporaneamente generano e subiscono gli effetti del campo elettrico. Le cariche elettriche interagiscono secondo la legge di Coulomb: oggetti con la carica elettrica di segno opposto subiscono una forza attrattiva, mentre cariche dello stesso segno si respingono. L'intensità della forza elettrostatica che si origina fra i due corpi è proporzionale al prodotto delle cariche e inversamente proporzionale al quadrato della distanza fra i due. La costante di proporzionalità è chiamata costante di Coulomb ed è proporzionale all'inverso della costante dielettrica del vuoto.

Simulazione del campo magnetico terrestre in interazione con il campo magnetico solare interplanetario. L'animazione illustra il cambiamento dinamico del campo magnetico terrestre durante il periodo di intensa attività del vento solare.

In elettrostatica il campo elettrico è definito punto per punto, in modo analogo al campo gravitazionale, dalla forza elettrica che un corpo subisce per unità di carica
{\displaystyle {\vec {E}}=\lim _{q\rightarrow 0}{\frac {\vec {F}}{q}}},
nel limite in cui la carica {\displaystyle q} sia abbastanza piccola da non disturbare le altre sorgenti cariche che generano il campo elettrico.
Il campo elettrico è conservativo, questo significa che non compie lavoro su di un corpo se questo corpo si sposta tornando al punto di partenza, muovendosi lungo un percorso chiuso. Ad esempio un corpo carico negativamente guadagna tanta energia cinetica avvicinandosi alla sorgente positiva del campo, quanta ne perderà spostandosi nel verso opposto fino al punto di partenza. A causa di questa proprietà del campo è possibile associare alla forza un'energia potenziale elettrica.
In elettrostatica riveste particolare importanza l'equazione di continuità della carica elettrica, che afferma che la quantità carica elettrica non si può né creare né distruggere, ma può solo trasferirsi da un corpo all'altro. Un altro importante teorema è il teorema del flusso, che si può definire anche per il campo gravitazionale, che fornisce un legame tra il flusso del campo elettrico attraverso una superficie chiusa e la carica contenuta all'interno.
I fenomeni magnetici stazionari sono invece studiati dalla magnetostatica. Il campo magnetico è generato da correnti, ovvero da cariche in movimento, come affermato dalla legge di Biot-Savart. Al contrario del caso elettrostatico, il campo magnetico non è conservativo. Inoltre, non vi è alcune evidenza sperimentale circa l'esistenza del monopolo magnetico isolato, l'equivalente di una carica elettrica isolata: le due polarità magnetiche si presentano sempre accoppiate e il campo generato per questo motivo è detto solenoidale. In magnetostatica si osserva che, analogamente a quanto accade in elettrostatica, poli magnetici uguali si respingono e poli magnetici opposti si attraggono. Sulla base di questo principio, e sulla base del fatto che la Terra possiede un proprio campo magnetico, si basa il funzionamento della bussola, inoltre è per questa ragione che le due polarità magnetiche sono chiamate "nord" e "sud".

Un prisma separa la luce bianca nei vari colori. Questo è un fenomeno tipicamente studiato dall'ottica fisica.

La legge di Lorentz descrive l'azione del campo magnetico sulle cariche elettriche. A differenza di quella elettrica, quest'ultima forza non compie lavoro e quindi non modifica il modulo della velocità con cui si muovono le cariche, ma ne può modificare la direzione e il verso. Questo è il motivo per cui negli acceleratori di particelle i campi magnetici sono utilizzati per mantenere la direzione del fascio di particelle, o per deviarlo, mentre i campi elettrici sono intervallati in brevi regioni per accelerare le particelle.
Una descrizione classica del magnetismo nella materia sfrutta le correnti amperiane, deboli correnti che si generano su scale molto piccole, per schematizzare gli effetti di magnetizzazione, in modo analogo agli effetti della polarizzazione elettrica. Il comportamento dei materiali sottoposti a un campo magnetico varia a seconda delle loro caratteristiche chimico-fisiche, potendo variare da un estremo di minimo effetto (come ne materiali diamagnetici e paramagnetici) a un effetto molto pronunciato (come nei materiali ferromagnetici).
L'unione di elettricità e magnetismo è sintetizzata dalle quattro equazioni di Maxwell. Campi elettrici e campi magnetici sono due aspetti di uno stesso fenomeno: in particolare, se viene meno la condizione di stazionarietà, cioè se uno dei campi varia nel tempo, la variazione di uno induce l'altro. Inoltre, cade anche il concetto di interazione a distanza fra particelle cariche, introdotto originariamente dalla legge di Coulomb, ogni particella carica interagisce infatti solo con il campo elettromagnetico localmente come descritto dalla legge di Lorentz.
Le equazioni di Maxwell hanno come soluzione nel vuoto un'onda che viaggia alla velocità della luce. L'elettromagnetismo classico contiene quindi anche una teoria ondulatoria della luce, la quale viene descritta come onda elettromagnetica, caratterizzata da un preciso spettro di frequenze. Sono in questo modo ricondotti nell'ambito dell'elettromagnetismo classico anche i fenomeni dell'ottica fisica, come la diffrazione.

## In formule
La fisica classica e i fenomeni da essa previsti possono essere riassunti da alcune formule principali:
- Secondo principio della dinamica:[58][59]

{\displaystyle \mathbf {F} ={\frac {d\mathbf {p} }{dt}}\quad \mathbf {p} =\gamma m\mathbf {v} ={\frac {m\mathbf {v} }{\sqrt {1-v^{2}/c^{2}}}}}
- Legge della gravitazione universale:

{\displaystyle \mathbf {F} ={\frac {G\,m_{1}\,m_{2}}{r^{2}}}\,\mathbf {e} _{r}}
- Legge di Lorentz:

{\displaystyle \mathbf {F} =q\,(\mathbf {E} +\mathbf {v} \times \mathbf {B} )}
- Equazioni di Maxwell (nel vuoto):

{\displaystyle {\begin{cases}\nabla \cdot \mathbf {E} ={\dfrac {\rho _{c}}{\varepsilon _{0}}}\\\nabla \times \mathbf {E} =-{\dfrac {\partial \mathbf {B} }{\partial t}}\\\nabla \cdot \mathbf {B} =0\\\nabla \times \mathbf {B} =\mu _{0}\,\mathbf {J} +\varepsilon _{0}\,\mu _{0}{\dfrac {\partial \mathbf {E} }{\partial t}}\end{cases}}}
- Conservazione della carica[60]:

{\displaystyle \mathbf {\nabla } \cdot \mathbf {J} =-{\dfrac {\partial \rho _{c}}{\partial t}}}
Nelle formule i simboli sono usati per rappresentare quantità fisiche scalari o vettoriali (queste ultime in grassetto):
- {\displaystyle \mathbf {F} } il vettore forza;
- {\displaystyle \mathbf {p} } il vettore quantità di moto;
- {\displaystyle t} il tempo;
- {\displaystyle \mathbf {v} } il vettore velocità totale relativa tra l'oggetto e l'osservatore;
- {\displaystyle \gamma } il fattore di Lorentz;
- {\displaystyle c} la velocità della luce nel vuoto che è una costante universale;
- {\displaystyle G} la costante di gravitazione universale;
- {\displaystyle m_{1}} e {\displaystyle m_{2}} sono le masse dei due corpi;
- {\displaystyle \mathbf {e} _{r}} un versore diretto dal corpo 1 al corpo 2;
- {\displaystyle r} la distanza tra i baricentri dei corpi;
- il simbolo {\displaystyle \nabla } rappresenta l'operatore nabla;
- {\displaystyle \nabla \cdot } e {\displaystyle \nabla \times } rispettivamente gli operatori differenziali divergenza e rotore espressi tramite l'operatore nabla;
- {\displaystyle \mathbf {J} } il vettore flusso della densità di corrente;
- {\displaystyle \rho _{c}} la densità di carica;
- {\displaystyle \mathbf {E} } il vettore campo elettrico;
- {\displaystyle \mathbf {B} } il vettore campo magnetico;
- le costanti {\displaystyle \varepsilon _{0}} e {\displaystyle \mu _{0}} rispettivamente la costante dielettrica del vuoto e la permeabilità magnetica del vuoto, e sono legate dalla relazione {\displaystyle 1/c^{2}=\varepsilon _{0}\mu _{0}};
- {\displaystyle q} la carica elettrica.

Queste formule si applicano nel rispetto del principio di relatività galileiano, del principio di conservazione della massa e della proporzionalità tra massa inerziale e gravitazionale che sono sottintesi come cardini costitutivi dell'intera fisica classica.